# Prix James-Wilkinson
Pour les articles homonymes, voir Prix Wilkinson.
Le prix James H. Wilkinson en analyse numérique et calcul scientifique (James H. Wilkinson Prize in Numerical Analysis and Scientific Computing) est une distinction mathématique décernée tous les quatre ans par la Society for Industrial and Applied Mathematics (SIAM). Il est nommé d'après James H. Wilkinson et il est doté de 1 000 $. Le lauréat reçoit le prix lors de la session plénière d'automne de la SIAM et y tient une conférence. Il est pensé en particulier afin de promouvoir de jeunes chercheurs .
Il y a aussi un prix J. H. Wilkinson Prize for Numerical Software.

## Lauréats
- 1982 : Björn Engquist
- 1985 : Charles Peskin
- 1989 : Paul Van Dooren
- 1993 : James Demmel
- 1997 : Andrew M. Stuart
- 2001 : Thomas Hou
- 2005 : Emmanuel Candès
- 2009 : Assyr Abdulle
- 2013 : Lexing Ying[1]
- 2017 : Lek-Heng Lim
- 2021 : Stefan Güttel[2]